# Steve Carver
Steve Carver (New York, 5 aprile 1945 – Los Angeles, 8 gennaio 2021) è stato un regista statunitense.

## Biografia
Steven Carver nacque a New York, nel più famoso borough della città, Brooklyn. All'età di otto anni ebbe la sua prima cinepresa. A tredici si iscrisse ai corsi presso l'High School of Music & Arts di Manhattan. Frequentò poi l'University of Buffalo, dove seguì corsi di arte ed illustrazione, e l'Università Cornell di Ithaca, stato di New York, dove ottenne il Baccellierato in Arti. Conseguì il Master of Fine Arts presso la Washington University di Saint Louis, nel Missouri. Per alcuni anni lavorò nel mondo del giornalismo, che lo porterà al suo interesse finale, il cinema.

## Filmografia

### Regista
- The Tell-Tale Heart - Cortometraggio (1971)
- La rivolta delle gladiatrici (1974)
- F.B.I. e la banda degli angeli (1974)
- Quella sporca ultima notte (1975)
- Drum, l'ultimo mandingo (1976)
- Fast Charlie... the Moonbeam Rider (1979)
- Steel (1979)
- Triade chiama Canale 6 (1981)
- Una magnum per McQuade (1983)
- Maledetta libertà (1986) - Film TV
- Jocks (1986)
- A prova di proiettile (1988)
- Il fiume della morte (1989)
- Dead Center (1993)
- Agguato tra i ghiacci (1996)

### Produttore
- The Tell-Tale Heart - Cortometraggio (1971)
- Una magnum per McQuade (1983)